# Sport-Club Charlottenburg 2021-2022
Questa voce raccoglie le informazioni riguardanti lo Sport-Club Charlottenburg nelle competizioni ufficiali della stagione 2021-2022.

## Stagione
Lo Sport-Club Charlottenburg partecipa alla stagione 2021-22 con la denominazione sponsorizzata Berlin Recycling Volleys.
Dopo il primo posto in regular season di 1. Bundesliga, conquista il suo dodicesimo scudetto. In Coppa di Germania si ferma alle semifinali, mentre si aggiudica la Supercoppa tedesca.
In Champions League, invece, raggiunge i quarti di finale.

## Organigramma societario
Area direttiva
- Presidente: Kaweh Niroomand

Area tecnica
- Allenatore: Cédric Énard
- Allenatore in seconda: Lucio Antonio Oro
- Scoutman: Rafał Zając

Area sanitaria
- Medico: Oliver Miltner
- Fisioterapista: Antu Fangmann, Sophia Fronicke, Sebastian Riekehr

## Rosa
| N° | Nome            | Ruolo | Data di nascita   | Nazionalità sportiva |
| -- | --------------- | ----- | ----------------- | -------------------- |
| 1  | Adam Kowalski   | L     | 16 settembre 1994 | Polonia              |
| 3  | Ruben Schott    | S     | 8 luglio 1994     | Germania             |
| 4  | Jeffrey Jendryk | C     | 15 settembre 1995 | Stati Uniti          |
| 5  | Nehemiah Mote   | C     | 21 giugno 1993    | Australia            |
| 6  | Sergej Grankin  | P     | 21 gennaio 1985   | Russia               |
| 7  | Georg Klein     | C     | 22 agosto 1991    | Germania             |
| 8  | Anton Brehme    | C     | 10 agosto 1999    | Germania             |
| 9  | Timothée Carle  | S     | 30 novembre 1995  | Francia              |
| 10 | Santiago Danani | L     | 12 dicembre 1995  | Argentina            |
| 11 | Cody Kessel     | S     | 3 dicembre 1991   | Stati Uniti          |
| 12 | Samuel Tuia     | S     | 24 luglio 1986    | Francia              |
| 13 | Benjamin Patch  | O     | 21 giugno 1994    | Stati Uniti          |
| 15 | Matthew West    | P     | 1º ottobre 1993   | Stati Uniti          |
| 17 | Marek Šotola    | O     | 5 novembre 1999   | Rep. Ceca            |

## Statistiche

### Statistiche di squadra
| Competizione       | Punti | In casa | In casa | In casa | In trasferta | In trasferta | In trasferta | Totale | Totale | Totale |
| Competizione       | Punti | G       | V       | P       | G            | V            | P            | G      | V      | P      |
| ------------------ | ----- | ------- | ------- | ------- | ------------ | ------------ | ------------ | ------ | ------ | ------ |
| 1. Bundesliga      | 42/24 | 16      | 14      | 2       | 15           | 13           | 2            | 31     | 27     | 4      |
| Coppa di Germania  | -     | 0       | 0       | 0       | 3            | 2            | 1            | 3      | 2      | 1      |
| Supercoppa tedesca | -     | -       | -       | -       | -            | -            | -            | 1      | 1      | 0      |
| Champions League   | 16    | 4       | 4       | 0       | 4            | 3            | 1            | 8      | 7      | 1      |
| Totale             | -     | 20      | 18      | 2       | 22           | 18           | 4            | 43     | 37     | 6      |

G = partite giocate; V = partite vinte; P = partite perse

### Statistiche dei giocatori
| Giocatore   | 1. Bundesliga | 1. Bundesliga | 1. Bundesliga | 1. Bundesliga | 1. Bundesliga | Coppa di Germania | Coppa di Germania | Coppa di Germania | Coppa di Germania | Coppa di Germania | Supercoppa tedesca | Supercoppa tedesca | Supercoppa tedesca | Supercoppa tedesca | Supercoppa tedesca | Champions League | Champions League | Champions League | Champions League | Champions League | Totale | Totale | Totale | Totale | Totale |
| Giocatore   | P             | PT            | AV            | MV            | BV            | P                 | PT                | AV                | MV                | BV                | P                  | PT                 | AV                 | MV                 | BV                 | P                | PT               | AV               | MV               | BV               | P      | PT     | AV     | MV     | BV     |
| ----------- | ------------- | ------------- | ------------- | ------------- | ------------- | ----------------- | ----------------- | ----------------- | ----------------- | ----------------- | ------------------ | ------------------ | ------------------ | ------------------ | ------------------ | ---------------- | ---------------- | ---------------- | ---------------- | ---------------- | ------ | ------ | ------ | ------ | ------ |
| A. Brehme   | -             | -             | -             | -             | -             | -                 | -                 | -                 | -                 | -                 | -                  | -                  | -                  | -                  | -                  | 0                | 0                | 0                | 0                | 0                | 0      | 0      | 0      | 0      | 0      |
| T. Carle    | 23            | 259           | 218           | 23            | 18            | 3                 | 27                | 20                | 2                 | 5                 | 0                  | 0                  | 0                  | 0                  | 0                  | 6                | 88               | 71               | 8                | 9                | 32     | 374    | 309    | 33     | 32     |
| S. Danani   | 31            | 0             | 0             | 0             | 0             | 2                 | 0                 | 0                 | 0                 | 0                 | 1                  | 0                  | 0                  | 0                  | 0                  | 6                | 0                | 0                | 0                | 0                | 40     | 0      | 0      | 0      | 0      |
| S. Grankin  | 27            | 100           | 46            | 26            | 28            | 3                 | 5                 | 4                 | 0                 | 1                 | 1                  | 1                  | 1                  | 0                  | 0                  | 6                | 16               | 4                | 6                | 6                | 37     | 122    | 55     | 32     | 35     |
| J. Jendryk  | 26            | 216           | 144           | 61            | 11            | 3                 | 31                | 23                | 6                 | 2                 | 1                  | 9                  | 3                  | 5                  | 1                  | 6                | 49               | 32               | 13               | 4                | 36     | 305    | 202    | 85     | 18     |
| C. Kessel   | 23            | 126           | 109           | 17            | 0             | 2                 | 9                 | 8                 | 1                 | 0                 | 1                  | 13                 | 11                 | 1                  | 1                  | 2                | 0                | 0                | 0                | 0                | 28     | 148    | 128    | 19     | 1      |
| G. Klein    | 11            | 74            | 56            | 12            | 6             | 0                 | 0                 | 0                 | 0                 | 0                 | -                  | -                  | -                  | -                  | -                  | 0                | 0                | 0                | 0                | 0                | 11     | 74     | 56     | 12     | 6      |
| A. Kowalski | 18            | 0             | 0             | 0             | 0             | 1                 | 0                 | 0                 | 0                 | 0                 | 1                  | 0                  | 0                  | 0                  | 0                  | 3                | 0                | 0                | 0                | 0                | 23     | 0      | 0      | 0      | 0      |
| N. Mote     | 29            | 204           | 140           | 56            | 8             | 3                 | 21                | 13                | 7                 | 1                 | 1                  | 5                  | 4                  | 1                  | 0                  | 6                | 41               | 29               | 11               | 1                | 39     | 271    | 186    | 75     | 10     |
| B. Patch    | 25            | 321           | 287           | 14            | 20            | 2                 | 46                | 40                | 6                 | 0                 | 1                  | 19                 | 18                 | 0                  | 1                  | 6                | 84               | 76               | 4                | 4                | 34     | 470    | 421    | 24     | 25     |
| R. Schott   | 28            | 246           | 196           | 14            | 36            | 2                 | 25                | 16                | 5                 | 4                 | 1                  | 8                  | 8                  | 0                  | 0                  | 6                | 62               | 52               | 3                | 7                | 37     | 341    | 272    | 22     | 47     |
| M. Šotola   | 28            | 251           | 202           | 30            | 19            | 3                 | 16                | 13                | 0                 | 3                 | 0                  | 0                  | 0                  | 0                  | 0                  | 6                | 6                | 6                | 0                | 0                | 37     | 273    | 221    | 30     | 22     |
| S. Tuia     | 17            | 156           | 128           | 13            | 15            | 3                 | 15                | 14                | 1                 | 0                 | -                  | -                  | -                  | -                  | -                  | 5                | 5                | 4                | 0                | 1                | 25     | 176    | 146    | 14     | 16     |
| M. West     | 29            | 13            | 5             | 0             | 8             | 3                 | 3                 | 2                 | 1                 | 0                 | 1                  | 0                  | 0                  | 0                  | 0                  | 6                | 0                | 0                | 0                | 0                | 39     | 16     | 7      | 1      | 8      |

P = presenze; PT = punti totali; AV = attacchi vincenti; MV = muri vincenti; BV = battute vincenti